# Adam Bakri
Pour les articles homonymes, voir Bakri.
 (janvier 2018).
Si vous disposez d'ouvrages ou d'articles de référence ou si vous connaissez des sites web de qualité traitant du thème abordé ici, merci de compléter l'article en donnant les références utiles à sa vérifiabilité et en les liant à la section « Notes et références ».
Adam Bakri, né le 15 mai 1988 à Jaffa (Israël), est un acteur palestinien de nationalité israélienne.

## Biographie
Adam Bakri est l'un des fils de l'acteur, metteur en scène et réalisateur Mohammad Bakri et de Laila Bakri. Il a cinq frères et une sœur, trois de ses frères, Saleh, Ziad, et Mahmood Bakri sont des acteurs reconnus. Il parle couramment l'arabe, l'hébreu et l'anglais et est de confession musulmane.
Il sort diplômé d'une double licence en Littérature anglaise et Théâtre de l'Université de Tel Aviv. Par la suite, il déménage à New York aux États-Unis pour suivre une formation au Lee Strasberg Theatre Institute. Peu de temps après il décroche le rôle principal dans le film Omar d'Hany Abu-Assad qui sera présenté dans la sélection « Un certain regard » du Festival de Cannes. S'enchaînent par la suite plusieurs autres projets, dont le film Ali and Nino dans lequel il joue également le rôle du personnage principal. Il réside actuellement à New York.

## Filmographie

### Cinéma
- 2013 : Omar de Hany Abu-Assad : Omar
- 2016 : Ali and Nino d'Asif Kapadia : Ali Khan Shirvanshir
- 2018 : Pashmina
- 2018 : Slam
- 2019 : Official Secrets de Gavin Hood : Yasar Gun
- 2022 :  A Gaza Weekend : Waleed

### Courts-métrages
- 2012 : Unfold
- 2013 : Home
- 2014 : A Little Bit of Bad
- 2019 :  Amsterdam to Anatolia : Marwan

### À la télévision

#### Séries télévisées
- 2021 :  Hell's Gate  : Adam (8 épisodes)
- 2023 : Accused  : Samir Khalil (1 épisode)